# برنگاو
برنگاو (به آلمانی: Berngau) یک شهر در آلمان است که در نویمارکت واقع شده‌است. برنگاو ۲٬۴۲۰ نفر جمعیت دارد.